# Angelo Feltrini
Angelo Feltrini (fl. XVI secolo) è stato un incisore e disegnatore italiano.

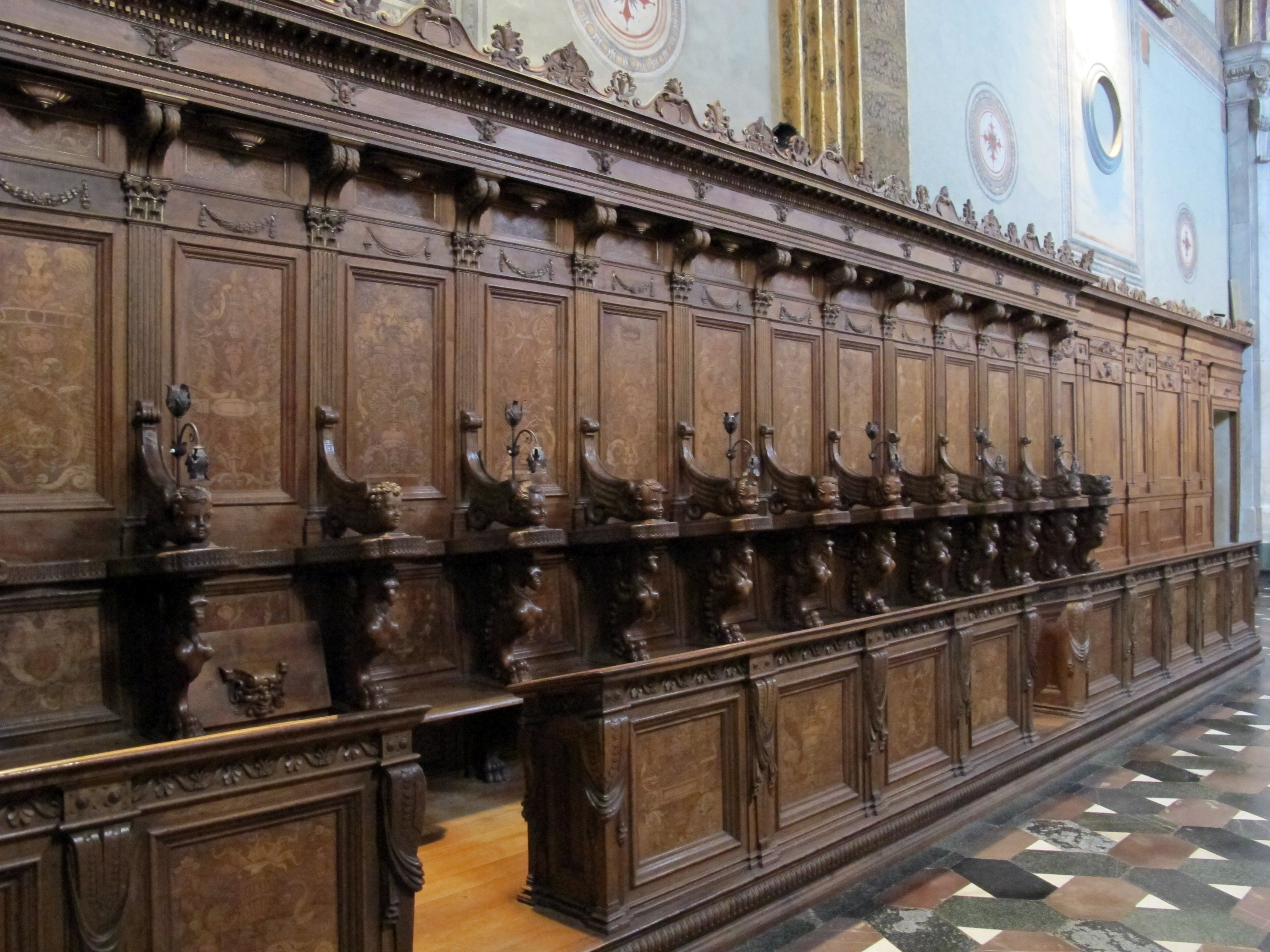
Il coro della Certosa di Firenze

Detto il Cosimo è stato attivo in Toscana nel Cinquecento.

## Biografia
Oltre all'arte dell'intaglio si dedicò al disegno di opera lignee. Il suo capolavoro è stato il coro ligneo posto nella certosa del Galluzzo e realizzato da Domenico Atticciati.